# Alfred Brendel
Pour les articles homonymes, voir Brendel.
Répertoire
Haydn, Mozart, Beethoven, Schubert, Brahms, Liszt…
Alfred Brendel est un pianiste autrichien né le 5 janvier 1931 à Wiesenberg en Tchécoslovaquie (aujourd'hui Tchéquie) et mort le 17 juin 2025 à Londres  (Royaume-Uni).
Si son répertoire est étendu, de Bach à Schönberg, il est reconnu comme l'un des plus grands interprètes au piano de l'art musical classique et romantique, avec une prédilection pour Beethoven et Schubert.
Poète publié, cultivant l'effet d'inattendu (de) à l'instar de Miroslav Holub, il est également l'auteur d'essais de musicologie qui traduisent son expérience du métier de musicien et sa perception des compositeurs. Représentant reconnu de l'esthétique musicale germanique, il défend un retour à l'intention exprimée dans la partition à l'aide d'une analyse structurelle de l'œuvre musicale, en proclamant la « triple qualité » de l'interprète, à la fois « conservateur de musée, exécutant testamentaire et accoucheur ».
En 1989, il est élevé au grade de chevalier commandeur dans l'ordre de l'Empire britannique (KBE) par la reine Élisabeth II.

## Biographie

### Jeunesse post-autrichienne (1931-1946)
Alfred Brendel naît dans une famille allemande de Moravie, ancienne province de la couronne de Bohême, qui avait été un des États de l'empire d'Autriche-Hongrie. Fils unique, il n'a que trois ans quand ses parents s'installent sur l'île de Veglia pour y prendre la direction d'une pension. L'enfant imite le chanteur d'opérette Jan Kiepura, dont il passe pour lui-même les disques destinés à la clientèle.
Son père, initialement ingénieur en architecture, devient directeur d'une salle de cinéma de Zagreb. C'est là que l'enfant est scolarisé et qu'en 1937, à l'âge de six ans, il prend ses premières leçons de piano auprès d'un professeur de vingt six ans, Sofia Dezelic. Il est aussi inscrit dans un cours de théâtre pour enfants.
La guerre conduit la famille à se réfugier en Autriche dans les environs de Graz, où le père trouve un emploi dans un grand magasin. De 1943 à 1947, l'enfant poursuit sa formation musicale au conservatoire de Graz auprès d'une élève de Bernhard Stavenhagen, Ludovica von Kaan, tout en recevant des leçons de composition de l'organiste local, Arthur Michl.
À la fin de la guerre, durant l'hiver 1945, il a quatorze ans quand il est envoyé creuser des tranchées en Yougoslavie. Il souffre d'engelures et est hospitalisé.
Le jeune pianiste se livre aussi à la peinture, à la poésie et à la composition. Il est encouragé dans cette dernière voie en recevant le prix Enesco. Il voit l'écriture musicale comme un métier parallèle et complémentaire de celui d'interprète.

### Formation à l'oreille (1947-1950)
En 1947, Alfred Brendel suit en auditeur libre les cours dispensés par l'Académie des Beaux Arts de Vienne.
En 1948, il donne son premier récital en solo à Graz, des fugues de Bach, Brahms et Liszt parmi lesquelles il glisse une sonate de sa composition, une double fugue. Il a dix-sept ans et au même moment une galerie de la ville expose ses aquarelles. Il poursuit sa formation musicale en assistant aux cours magistraux de Paul Baumgartner et Eduard Steuermann, un élève de Ferruccio Busoni du cercle d'Arnold Schönberg.
En grande partie autodidacte, il écoute les disques des grands pianistes tels Artur Schnabel, Alfred Cortot, Wilhelm Kempff ou Edwin Fischer, exemples de sensibilité, d'expressivité et d'intériorité dont il retiendra les leçons, mais aussi les maîtres de la musique vocale et de la conduite d'orchestre. C'est en les écoutant qu'il se sensibilise à la primauté de la symphonie sur la performance du pianiste. Il s'écoute lui-même sur un Dynavox, cherchant à s'améliorer sans cesse.
En 1949, il remporte le quatrième prix Busoni à l'issue du concours international de piano de la ville de Bolzano et l'année suivante s'installe à Vienne. De là, il apprend le métier en participant à des tournées en Europe et en Amérique du Sud. Il assiste aux cours magistraux qu'Edwin Fischer donne à Lucerne en 1949 et 1950. De celui-ci plus encore que de Paul Baumgartner et d'Eduard Steuermann, il apprend à « s'éloigner du piano pour se trouver soi même ». Il retournera l'entendre en 1954.

### Débuts discographiques (1951-1964)
Les débuts du soliste Alfred Brendel dans un pays en ruine sont laborieux. C'est Charles Adler (en), chef d'orchestre ayant fui le nazisme, qui revient des États-Unis pour le découvrir parmi les jeunes talents dans le besoin. Soutenu par la Society of Performing Artists, il lui fait enregistrer en 1951 pour SPA Records une œuvre tardive de Liszt, la suite L'Arbre de Noël (Weihnachtsbaum), qui ne l'avait jamais été. Il enregistre l'année suivante le Concerto pour piano no 5 de Sergueï Prokofiev.
Ce n'est que six ans plus tard, en 1958, qu'un banal concert beethovénien donné à la salle Reine-Élisabeth, à Londres, vaut au jeune homme, de façon inattendue, trois offres simultanées de labels concurrents. Il commence alors pour l'américain Vox l'enregistrement de la quasi intégrale de l'œuvre pour piano de Beethoven. Il est le premier à le faire. Après une apparition en 1960 au festival de Salzbourg qui le révèle au public, il donne en concert l'intégrale des sonates à Londres en 1962. L'enregistrement est achevé en juillet 1964 par celui des Variations Diabelli. Le résultat reçoit les éloges inhabituellement dithyrambiques du Times. Il est couronné par un Grand prix du disque et se poursuit par une tournée américaine qui commence cette année-là à New York.

### Tournée permanente (1965-1975)
Pendant une dizaine d'années, Alfred Brendel se consacre à de fatigantes tournées aux quatre coins du monde qui compromettent sa vie familiale. Il signe en 1969 un contrat d'exclusivité avec Philips, label néerlandais basé à Mayfair auquel il restera fidèle.
En 1971, à la suite d'un grand succès remporté à Londres, il décide de s'y installer définitivement. Sa première au Carnegie Hall a lieu en 1973.

### Vedette britannique (1976-2014)
Au cours de sa carrière, Alfred Brendel joue avec de nombreux chefs d'orchestre, dont l'un des premiers a été Antonio Janigro, à Zagreb. Il travaille étroitement avec Bernard Haitink, Neville Marriner, Simon Rattle, Charles Mackerras et Claudio Abbado. Il enregistre des lieder de Schubert et Schumann avec Hermann Prey, Dietrich Fischer-Dieskau, Matthias Goerne. Il occupe régulièrement les scènes internationales, en récitals ou en concerts avec orchestre. En 1984, il est un des grands pianistes avec Aldo Ciccolini, Martha Argerich, Vladimir Ashkenazy, Lazar Berman, Nikita Magaloff, Michel Béroff, Annie Fischer et Louis Lortie à homologuer le piano mis au point par Fazioli et Zeltron. Au cours de ses dernières tournées, il se fait accompagner par son fils violoncelliste, Adrien Brendel, dans ses interprétations des cinq sonates pour piano et violoncelle de Beethoven, n° 1, 2, 3, 4 et 5. Atteint par l'arthrite, il doit renoncer à jouer les pièces les plus physiques.
Il donne des conférences et des cours magistraux à Harvard, Yale, Princeton, Berkeley, McGill, l'université de New York, Oxford et Cambridge, au Cal Performances (en), à l'Institut du cerveau et de la créativité (en) ainsi que dans de nombreux festivals tels que celui de la Ruhr (de) ou la Schubertiade de Schwarzenberg.
Il est, en avril 2007, un des premiers signataires de l'appel à un parlement des Nations unies (en). En mai 2008, le virtuose annonce prendre sa retraite après une tournée d'adieux qui passe en particulier par Pleyel et La Roque-d'Anthéron et se clôturera à l'Union musicale de Vienne le 18 décembre 2008 par le concerto « Jeunehomme » de Mozart, Charles Mackerras dirigeant le philharmonique. Toutefois, il continue de se produire pendant deux années.
À l'automne 2012 puis de nouveau au printemps 2014, il anime deux semaines durant un cours magistral sur le quatuor à cordes à l'Académie musicale de Villecroze, activité que la surdité l'empêche de renouveler.

### Mort
Alfred Brendel meurt le 17 juin 2025 à Londres, à l'âge de 94 ans,.

### Vie privée
Alfred Brendel est marié de 1960 à à 1972 à Iris Heymann-Gonzala (1929-2007), cantatrice et céramiste d'origine argentine, avec laquelle il a une fille, Doris, future flûtiste et chanteuse de l’éphémère groupe néoprogressif The Violet Hour pour l'album The Fire Sermon.
En 1975, il épouse en secondes noces la musicologue Irène Semler, dont il aura trois enfants, Adrian, Katharina et Sophie. Le couple divorce en 2012.

## Distinctions

### Prix musicaux
- 1945 : prix national roumain de composition Georges-Enesco
- 1949 : quatrième prix Ferruccio-Busoni
- 1980 : prix Joseph Marx de la musique décerné par le gouvernement de Styrie
- 1984 : prix de musique (de) de la ville de Francfort
- 1992 : médaille Hans von Bülow décernée par l'Orchestre philharmonique de Berlin
- 2001 : Beethoven Ring, alors décerné par l'Université de musique et des arts du spectacle de Vienne
- 2002 : prix musical Léonie-Sonning
- 2002 : prix Robert-Schumann
- 2004 : prix Ernst-von-Siemens, parfois considéré comme un équivalent pour la musique du prix Nobel.
- 2007 : prix Une vie en musique - Arthur Rubinstein décerné à La Fenice de Venise[16]
- 2008 : prix Herbert-von-Karajan
- 2009 : prix de musique (de) de la ville de Duisbourg[17]
- 2009 : Praemium Imperiale de musique
- 2011 : prix d'honneur Franz-Liszt
- 2011 : médaille Juillard
- 2014 : médaille d'or Mozart décernée par la Fondation internationale du Mozarteum de Salzbourg[18]

### Prix discographiques
Alfred Brendel a reçu plusieurs reprises un prix allemand du disque (de) (Deutscher Schallplattenpreis) ainsi que les récompenses suivantes :
- 2001 : prix Edison (nl) décerné à Scheveningen
- 2001 : prix classique (de) du MIDEM pour l'ensemble de son œuvre décerné à Cannes
- 2012 : élection par le public à la salle d'honneur du magazine britannique Gramophone[19]
- 2016 : ECHO Klassik pour l'ensemble de son œuvre[20]

### Diplômes honorifiques
- 1978 : docteur honoris causa de l'université de Londres
- 1983 : docteur honoris causa de l'université d'Oxford
- 1992 : docteur honoris causa de l'université Yale
- 1999 : diplômé honoris causa du Collège royal de musique de Londres
- 2009 : diplômé honoris causa du Conservatoire de musique de la Nouvelle-Angleterre
- 2009 : diplômé honoris causa de la École supérieure de musique Franz-Liszt de Weimar
- 2011 : docteur honoris causa de l'université McGill de Montréal
- 2011 : diplômé honoris causa de la Juilliard School
- 2012 : docteur honoris causa de l'université de Cambridge

### Participations honorifiques
En 1981, Alfred Brendel est reçu comme membre d'honneur de l'Université de musique et d'art dramatique (de) de Graz.
En 1985, il est admis comme membre d'honneur au titre étranger à l'Académie américaine des arts et des sciences.
En 1998, il est reçu comme membre d'honneur à l'Orchestre philharmonique de Vienne.
En 2005, il se voit décerner le titre de citoyen d'honneur de Loučná nad Desnou, sa ville natale.
En 2009, il devient membre permanent de l'Académie allemande pour la langue et la littérature.

### Décorations
En 1989, Alfred Brendel est élevé au grade honoraire de chevalier commandeur (KBE) dans l'ordre de l'Empire britannique par Élisabeth II.
En 1991, il est nommé dans l'ordre Pour le Mérite en sciences et arts par le président de la république fédérale Richard von Weizsäcker.
En 2010, il reçoit l'Insigne d'or pour services rendus à l'état (de) de Vienne.

## Répertoire

### Musique baroque
- Jean-Sébastien Bach : Le Concerto italien en fa majeur BWV 971 et la Fantaisie et Fugue en La mineur BWV 904, enregistrés à Londres en mai 1976.

### La«trinité»viennoise
- Intégrale des sonates de Mozart
- Intégrale des concertos pour piano et orchestre de Mozart
- Sonates pour piano de Joseph Haydn
- Intégrale des sonates de Beethoven
- 33 Variations sur une valse de Diabelli de Beethoven
- Intégrale des concertos pour piano et orchestre de Beethoven

### Musique romantique
- Intégrale des sonates de Franz Schubert
- Impromptus de Schubert
- Moments musicaux de Schubert
- Variations sérieuses op. 54 de Mendelssohn
- Les Années de pèlerinage de Liszt
- Sonate en si mineur de Liszt
- Études symphoniques op. 13 de Schumann
- Kreisleriana de Schumann
- Concerto pour piano et orchestre de Schumann
- Concertos pour piano et orchestre nos 1 et 2 de Brahms

### Musique moderne
- Fantasia contrappuntistica (de) de Ferruccio Busoni
- Tableaux d'une exposition de Modeste Moussorgski
- Islamey de Mili Balakirev
- Concerto pour piano no 5 de Sergueï Prokofiev
- Concerto pour piano no 1 de Béla Bartók
- Concerto pour piano et orchestre de Schönberg

## Réception critique
« Un nouveau Schnabel. »

— M. Steinberg, The Boston Globe, 1974.

« Il y a eu plusieurs excellents pianistes qui ont enregistré les sonates de Beethoven et en ont tiré gloire, dont Richard Goode... Vladimir Ashkenazy, et le justement louangé Artur Schnabel. Il n'y a pas de doute que Brendel prend sa place parmi les plus grands interprètes de Beethoven de tous les temps […] »

— Robert Cummings, Classical.net, 1997.

« On sent parfois dans son jeu une discordance entre le désir de faire entendre une pièce et une absence d'adhésion, par tempérament, à celle ci. »

— Edward Saïd, Alfred Brendel: Words for Music, 1991, Music at the Limits, 2008.

« […] l'état ultime sinon définitif de la musique. »

— Gramophone, 2007.

« […] il peut sembler pédant à certains. »

— Anthony Tommasini, The New York Times, 2008.

« […] notable [a été] son rôle pour réhabiliter Liszt dans l'après guerre […] En mettant l'accent sur le côté intellectuel de Liszt, il a attiré l'attention sur l'aspect visionnaire de l'harmoniste qui, avec cent ans d'avance sur son époque, préfigure le XXe siècle. »

— Barney Zwartz, The Sydney Morning Herald, 2016.

## Discographie
Alfred Brendel a enregistré de nombreux disques pour Vox puis, à partir de 1965, sa filiale Turnabout, ainsi que Vanguard. En 1972, il se lance dans un cycle d'enregistrements pour Philips, avec qui il a signé trois ans plus tôt un contrat d'exclusivité. En 1982, son catalogue est repris par Decca. Il a également été sélectionné pour les prestigieuses anthologies de pianistes de Steinway & Sons : Steinway Legends.
En 1999, Philips consacre trois doubles disques de sa série Grands pianistes du vingtième siècle (de) à Alfred Brendel. En 2007, le virtuose fait éditer une anthologie de ses enregistrements, Alfred Brendel – Directs et radios inédits 1968–2001 (en). En 2016, il s'offre pour son quatre vingt cinquième anniversaire de faire rééditer en une compilation tous ses meilleurs enregistrements.

## Œuvre écrit

### Essais de musicologie
- (en) Musical Thoughts & Afterthoughts, Coll. Princeton essays on the arts, vol. IV, Robson Books, 1976, 168 p.  (ISBN 9780903895439).
- Nachdenken über Musik, Piper, Munich, 1977, 228 p.  (ISBN 3-492-02265-0)[β 1].
- Musik beim Wort genommen. Essays und Vorträge nebst Gesprächen mit Terry Snow und Konrad Wolff (de), Piper, Munich, 1992, 277 p.  (ISBN 3-492-03483-7)[β 2].

Trad. (en) Music Sounded Out, The Noonday Press, New York, 1992, rééd. Robson Books, 1994.
- Musik beim Wort genommen. Über Musik, Musiker und das Metier des Pianisten. Piper, Munich, 1995  (ISBN 3-492-18334-4).
- Über Musik. Gesammelte Essays, Vorträge und Reden., Piper, Munich, 2005  (ISBN 978-3-492-04783-8)[β 3].

Rééd. Über Musik. Sämtliche Essays und Reden., Piper, Munich, 2007  (ISBN 978-3-492-24939-3).
Trad. (en) Alfred Brendel on Music, JR Books, 2007.
- « Monsieur Croches Dictionnaire de la musique, année 2010 » in Alfred Bendel, André Dorschel (de), David Hill, Laurent Lütteken (de), Britta Sweers & Bettina Varwig Journal autrichien de musique (de), vol. LXV, no 7-8, p. 23–33, 2010.
- Nach dem Schlussakkord. Fragen und Antworten., Hanser, Munich, 2010  (ISBN 978-3-446-23482-6)[β 5].
- A bis Z eines Pianisten: Ein Lesebuch für Klavierliebende., Hanser, Munich, 2012  (ISBN 978-3446239975).
- Wunderglaube und Mißtonleiter. Aufsätze und Vorträge., Hanser, Munich, 2014, 124 p.  (ISBN 978-3-446-24618-8)[β 6], trad. (ko) 191 p.  (ISBN 978-89-5975-953-8)[β 7].

### Poésie
- Fingerzeig. 45 Texte, Munich, 1996.
- Störendes Lachen während des Jaworts. Neue Texte, Munich, 1997.
- Kleine Teufel. Neue Gedichte, Munich, 1999.
- Ein Finger zuviel. 142 Gedichte, Munich, 2000.
- Spiegelbild und schwarzer Spuk. Gedichte., ill. Max Neumann, Luis Murschetz (de) et Oskar Pastior, Hanser, Munich, 2003, 288 p.  (ISBN 978-3-446-20349-5).

« Une collection de textes qui peuvent être mis au rang clairsemé de la littérature véritablement comique et qui confèreront peut être bien à leur auteur l'immortalité. »

— Frankfurter Allgemeine.
- Playing the Human Game, Phaidron Press, 2010. Anthologie traduite en anglais.

### Préfaces
- Friedrich Hebbel, Weltgericht mit Pausen. Aus den Tagebüchern., Hanser, Munich, 2008, 172 p.  (ISBN 978-3-446-23075-0)[β 8].

Trad (it) Giudizio universale con pause. Dai diari., Coll. Piccola biblioteca Adelphi, no 651, Adelphi, Milan, 2013, 166 p.  (ISBN 978-884-5928-13-0).
Les extraits du journal inédit du dramaturge Friedrich Hebbel ont été pour ces éditions choisis par Alfred Brendel.

### Traductions françaises
- A. Brendel (trad. de l'anglais par Ernst-François et Rose-Marie Podlesnigg), Musique côté cour côté jardin, Paris, Buchet-Chastel, coll. « Collection Musique », 1994, 283 p. (ISBN 2-7020-1598-0, OCLC 31718577)Traduction de Music sounded out[β 10].
- A. Brendel (trad. Dominique Miermont et Brigitte Vergne), Réflexions faites, Paris, Buchet-Chastel, coll. « Collection Musique », 1977, éd. rév. 2011, 238 p. (ISBN 978-2-283-02530-7 et 2-283-02530-3, OCLC 800473540)Traduction de Nachdenken über Musik.
- A. Brendel (trad. de l'allemand par O. Mannoni), Poèmes, Paris, Christian Bourgois[β 11], 2001, 298 p. (ISBN 2-267-01577-3, OCLC 48833013)Du bout du doigt, trad. de  Fingerzeig ; Un rire incongru au moment de dire oui', trad. de Störendes Lachen während des Jaworts ; Petits diables, trad. de Kleine Teufel[β 12].
- A. Brendel (trad. de l'allemand par O. Mannoni), Une aile blanche et l'autre noire : poèmes, Paris, Christian Bourgois, 2005, 543 p. (ISBN 2-267-01793-8, OCLC 180896311)Texte allemand et traduction de Spiegelbild und schwarzer Spuk.
- A. Brendel et Gottfried Wiegand (dessins) (trad. O. Mannoni), L'Abécédaire d'un pianiste : un livre pour les amoureux du piano, Paris, Christian Bourgois, 2014, 153 p. (ISBN 978-2-267-02697-9 et 2-267-02697-X, OCLC 894404338, BNF 43898499)Traduction de A bis Z eines Pianisten : ein Lesebuch für Klavierliebende[β 13].

## Filmographie
En 1984, il participe, sous la direction de Neville Marriner, à la bande originale du film Amadeus de Miloš Forman[réf. souhaitée].
En 1989, Chantal Akerman consacre à Alfred Brendel un documentaire intitulé Les Trois Dernières Sonates de Franz Schubert.
Le cinéaste Mark Kidel (en) réalise trois films documentaires sur l'homme, le virtuose et l'interprète :
- Alfred Brendel: Man and Mask, 75 min,
- Brendel in Performance, 2000, 50 min,
- Alfred Brendel on Music: Three Lectures, 2011, 225 min.

En 2009, Alfred Brendel est mis en scène avec d'autres pianistes dans le film Pianomania, un documentaire germano-autrichien des réalisateurs Robert Cibis et Lilian Franck. Des premières de ce film, qui fait partie du catalogue de l'Institut Goethe, ont été présentées à travers le monde.
En 2010, le maître illustre la transmission des savoirs à son élève, le virtuose Kit Armstrong, dans Set the Piano Stool on Fire, un documentaire de soixante dix minutes tourné en 2008 à Push Manor, son domicile à Hampstead.

### Notices bibliographiques
1. ↑  Notice bibliographique de la DDB.
2. ↑  Notice bibliographique de la DDB.
3. ↑  Notice bibliographique de la DDB.
4. ↑  Notice bibliographique de la DDB.
5. ↑  Notice bibliographique de la DDB.
6. ↑  Notice bibliographique de la DDB.
7. ↑  Notice bibliographique de la DDB.
8. ↑  Notice bibliographique de la DDB.
9. ↑  Notice bibliographique de la DDB.
10. ↑  (BNF 35697679)
11. ↑  « Alfred Brendel » in Catalogue en ligne, Christian Bourgois, Paris, 2014.
12. ↑  (BNF 37221893)
13. ↑  (BNF 43898499)
14. ↑  Notice bibliographique de la DDB.
15. ↑  (BNF 38902193)
16. ↑  Notice bibliographique de la DDB.
17. ↑  Notice bibliographique de la DDB.

### Autres pianistes musicologues
- Glenn Gould
- Charles Rosen